# 谢模善
谢模善（1918年2月17日—2011年6月30日）中国基督教传道人。
谢模善是江苏扬州人，生於1918年2月17日。十四岁时在浸信会信主。1937年抗战爆发时，他曾在中学教书，随后就读于山东滕县华北神学院。。抗战胜利后，谢模善在上海中华浸会书局，任主日学编辑七年半之久。1947年，徐复生在青岛和上海创建中华基督徒布道会，1950年代初，徐复生在上海组建三自自来水笔厂，由谢模善从事文字工作，并任该会总干事、《布道会刊》主编。1955年又主编《圣膏》杂志。1956年5月28日，谢模善因拒绝参加三自运动在上海被捕，23年后，于1979年8月25日获释。出狱后服务于家庭教会。1985年和1994年又两度被捕。2003年宣讲福音大会信息“活为主活，死为主死”。2011年6月30日，谢模善在中国扬州去世，享年93岁。7月2日，在扬州举行“神的忠仆谢模善追思礼拜”。

## 家庭
- 妻子张家坤